# Наркоз

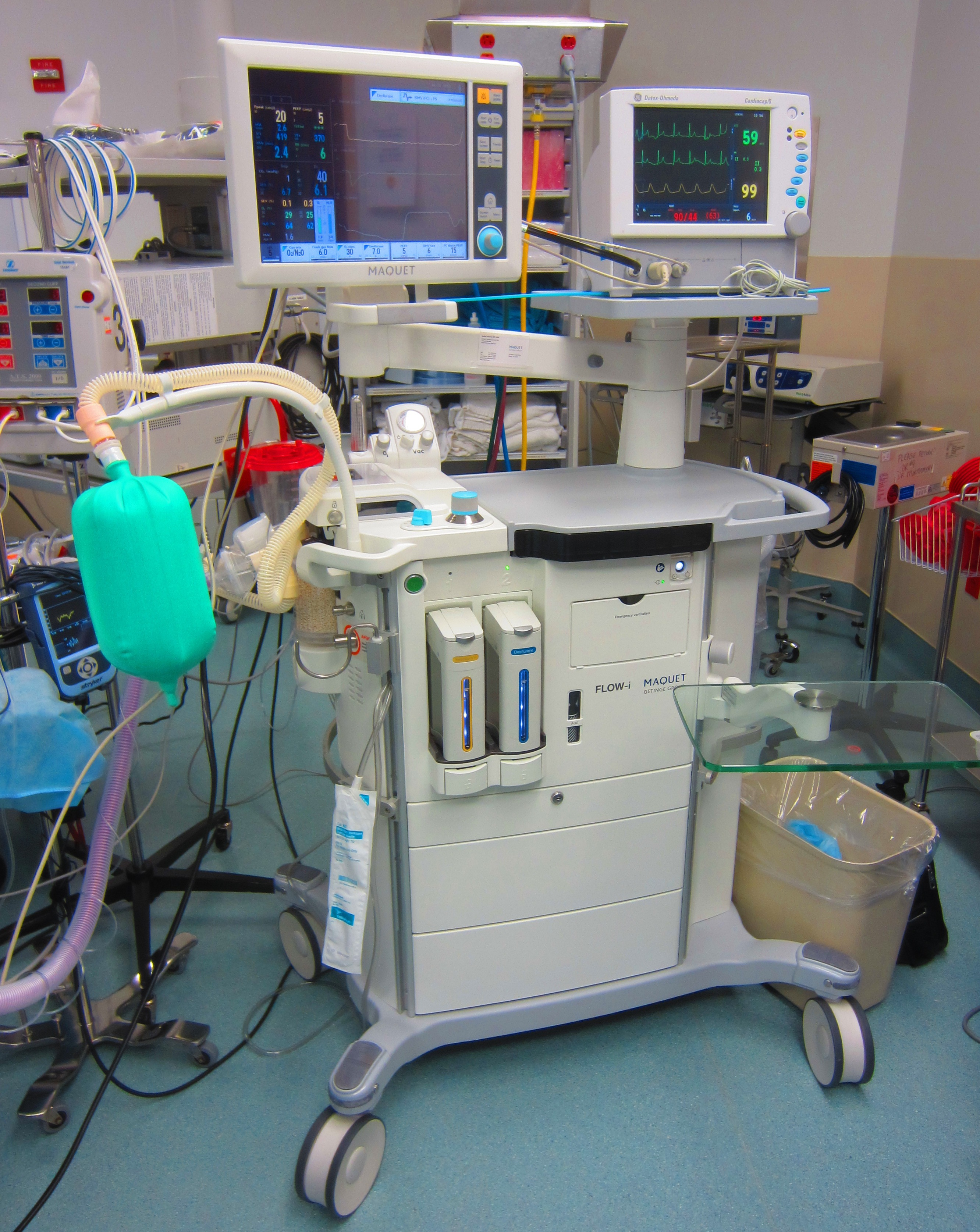
Наркозный аппарат Maquet Flow-I

Нарко́з (др.-греч. νάρκωσις — онемение, оцепенение; синонимы: общее обезболивание) — искусственно вызванное обратимое состояние торможения центральной нервной системы, при котором возникает сон, праздность, расслабление скелетных мышц, снижение или отключение некоторых рефлексов, а также пропадает болевая чувствительность (наступает общее обезболивание). Всё это возникает при введении одного или нескольких общих анестетиков, оптимальная доза и комбинация которых подбирается врачом-анестезиологом с учётом индивидуальных особенностей конкретного пациента и в зависимости от типа медицинской процедуры.
Состояние наркоза характеризуется обратимым угнетением ЦНС с выключением сознания, подавлением чувствительности (в первую очередь, болевой) и рефлекторных реакций, снижением тонуса скелетных мышц. Средства для наркоза угнетают межнейронную (синаптическую) передачу возбуждения в ЦНС. При этом нарушается передача афферентных импульсов, изменяются корково-подкорковые взаимоотношения, функция промежуточного, среднего, спинного мозга, что и обусловливает развитие наркоза. Синаптические образования разных уровней ЦНС и различной морфофункциональной организации неодинаково чувствительны к средствам для наркоза. Этим объясняется стадийность действия средств для наркоза.
Под термином «наркоз» понимается именно общее обезболивание организма. Когда говорят о локальном (местном) обезболивании, употребляется термин «местная анестезия» или «местное обезболивание» (при этом прилагательное «местный» часто опускается). Краеугольным камнем данного вида обезболивания является именно выключение памяти (narcosis — засыпание), именно поэтому термины «наркоз» и «анестезия» имеют абсолютно разные значения.

## История
Основоположником общей анестезии считается Уильям Мортон. 16 октября 1846 года в Бостонской многопрофильной клинике он первым продемонстрировал успешное ингаляционное применение диэтилового эфира в качестве анестетика во время операции по удалению подчелюстной опухоли. Именно эта дата считается ключевой в развитии анестезиологии. Несколько ранее эфирный наркоз пытался применить американский учёный Хорос Уэллс (при удалении зуба), однако его опыт закончился неудачей, в отличие от операции, проведённой Кроуфордом Уильямсоном Лонгом. В 1842 году ему удалось выполнить операцию по удалению кисты с использованием эфира в качестве наркоза, однако тогда это событие не получило широкой известности, поэтому и не оказало влияние на общую медицинскую практику. Первыми в России эфирный наркоз в хирургии для проведения операций успешно применили независимо друг от друга русские учёные Фёдор Иноземцев (7 февраля 1847 года) и Николай Пирогов (14 февраля того же года). В том же году оба русских хирурга, относившиеся друг к другу как к соперникам и конкурентам, выполнили по нескольку десятков успешных операций с применением такого наркоза.

## Клиническое применение
Главная цель наркоза — замедление реакций организма на оперативное вмешательство, прежде всего ощущения боли. При этом медикаментозный сон, с которым чаще всего и ассоциируется понятие «наркоз», является лишь одним компонентом наркоза. При проведении наркоза также важно подавление или значительное снижение выраженности вегетативных (автоматических) реакций организма на хирургическую травму, которые проявляются увеличением частоты сердечных сокращений (тахикардия), повышением артериального давления (артериальная гипертензия) и другими явлениями, которые могут иметь место даже при выключенном сознании. Это подавление вегетативных реакций называется обезболиванием или анальгезией. Третий компонент наркоза — миорелаксация, или расслабление мышц, необходимое для обеспечения нормальных условий для работы хирургов.
Боль и борьба с нею — это приоритет: не будет боли — не запустятся физиологические (в контексте боли — принимающие патологическое значение) механизмы защиты. Это главная задача анестезиолога: не допустить такого развития событий.

### Классификация наркоза
- По факторам, влияющим на нервную систему при общем обезболивании: основным видом наркоза является фармакодинамический наркоз (использование одного или нескольких фармакологических препаратов). Выделяют также электронаркоз (действие электрическим полем) и гипнонаркоз (воздействие гипнозом). Однако их применение крайне ограничено.
- По количеству используемых препаратов:
  - Мононаркоз — использование одного средства для наркоза.
  - Смешанный наркоз — одновременное использование более двух препаратов.
  - Комбинированный наркоз — использование на протяжении операции различных средств для наркоза или сочетание их с веществами, избирательно действующими на некоторые функции организма (миорелаксанты, анальгетики, ганглиоблокаторы). В последнем случае наркоз называют многокомпонентной анестезией.
- По применению на различных этапах операции:
  - Вводный наркоз — кратковременный, быстро наступающий без фазы возбуждения наркоз. Используют для быстрого усыпления больного, а также для уменьшения количества основного наркотического вещества.
  - Поддерживающий (главный, основной) наркоз — общая анестезия, применяемая на протяжении всей операции. Если к основному наркозу добавляют другое вещество, такой вид обезболивания называют дополнительным.
  - Базисный наркоз (базис-наркоз) — вид общей анестезии, при котором до или совместно со средством главного наркоза вводят анестетическое средство для снижения дозы основного наркотического препарата.

### Виды наркоза
- ингаляционный — введение препаратов осуществляют через дыхательные пути. В зависимости от способа введения газов различают:

масочный, эндотрахеальный и эндобронхиальный.
- неингаляционный (внутривенный, внутривенный с ИВЛ, внутримышечный, ректальный и др.);
- комбинированный наркоз (обезболивание достигается последовательным применением различных наркотических средств и способов их введения).

В зависимости от того, что происходит во время наркоза с дыханием больного, различают наркоз со спонтанным (самостоятельным) дыханием и с искусственной вентиляцией лёгких (ИВЛ). Второй вариант обычно требует интубации трахеи (в дыхательные пути вводится специальная трубка, после того, как больной засыпает) или применения других методов, обеспечивающих возможность вдувать воздух, кислород или газовые смеси в лёгкие больного при помощи аппарата ИВЛ или специального мешка.

### Течение наркоза

#### Стадии наркоза
В современной анестезиологии используются значительно более безопасные препараты, обеспечивающие плавный ввод (индукцию) и выход из наркоза. Анестезиолог использует препараты разных групп одновременно (бензодиазепины, барбитураты, пропофол, ингаляционные анестетики), нивелируя возбуждение и дискомфорт пациента. При этом стадийность наркоза не выражена клинически и может быть выявлена только при применении средств расширенного мониторинга (ЭЭГ, тренд АД).
С академической целью принято выделять следующие стадии «классического» эфирного мононаркоза «по Гведелу»:
- I — стадия анальгезии;
- II — стадия возбуждения;
- III — стадия хирургического наркоза:
  - 1-й уровень (III) — поверхностный наркоз (движение глазных яблок),
  - 2-й уровень (III) — лёгкий наркоз (роговичный рефлекс),
  - 3-й уровень (III) — глубокий наркоз (расширение зрачка),
  - 4-й уровень (III) — сверхглубокий наркоз (диафрагмальное дыхание);
- IV — стадия пробуждения.

Каждая стадия имеет свои особенности и обусловлена вовлечением в торможение определённых структур головного и спинного мозга.
Для первой анальгетической стадии характерно внешне выраженное состояние оглушения. Пациент находится как бы в оцепенении или проявляет некоторое беспокойство. Дыхание глубокое и ритмичное, пульс учащён, движение глазного яблока произвольное. Тонус мышц остаётся прежним или несколько повышен. Рефлексы сохранены. Болевые ощущения притупляются или исчезают, тогда как тактильная и температурная рецепции не нарушены.
Анальгезия развивается в связи с выключением центров болевой чувствительности в стволовой части ретикулярной формации и зрительных буграх, тогда как биоэлектрическая активность коры мозга даже повышается.
Продолжение поступления средства влечёт за собой углубление его действия и наступает вторая стадия — двигательное возбуждение.
Оно проявляется повышением тонуса скелетных мышц, беспорядочными сокращениями конечностей, попытками встать или некоординированными перемещениями в пространстве. Дыхание и пульс неравномерны. Кровяное давление повышено. Наблюдается «блуждание» глазных яблок. Зрачок расширен. Усиливается секреция слюнных, слёзных, бронхиальных и потовых желёз. Частое глотание. На этом фоне наблюдается углубление анальгезии. Возможны мочеиспускание, рвота, рефлекторная остановка дыхания, фибрилляция желудочков сердца и даже смерть.
По мере усиления действия наркозного средства наступает третья стадия — хирургического наркоза. В анестезиологии эту стадию разделяют на 4 уровня:
- Поверхностный наркоз. Полностью исчезает болевая и тактильная чувствительность. Прекращается глотание. Роговичный рефлекс (смыкание век на притрагивание волоском к роговице) исчезает. Глазные яблоки отклоняются в эксцентричном положении, зрачки сужаются. Дыхание глубокое, ритмичное, храпящее из-за расслабления голосовых связок. Кровяное давление стабилизируется, пульс учащён. Скелетные мышцы не расслаблены. Сохранены рефлексы анального сфинктера, а также висцеро-висцеральные на растягивание брюшины и брыжейки.
- Лёгкий наркоз. Глазные яблоки устанавливаются в центральном положении. Зрачки сужены и слабо реагируют на свет. Скелетные мышцы расслаблены, но не полностью. Потеря рефлекса на растягивание брюшины. Дыхание и пульс ритмичны. Можно делать поверхностные операции.
- Полный наркоз. Дыхание ровное, поверхностное, учащающееся при добавлении к вдыхаемому воздуху СO2. Пульс ритмичный, но его наполнение уменьшается, кровяное давление снижено. Рефлексы с поверхности и полостей тела не проявляются, зато сохраняются с аортальной и синокаротидных зон, обеспечивая функционирование центров дыхания и кровообращения. Можно вызвать ослабленные рефлексы мочевого пузыря и прямой кишки. Зрачки глаз начинают расширяться. Скелетные мышцы расслаблены, возможны западение языка, если он не фиксирован, и асфиксия из-за закрытия им прохождения воздуха в гортань.
- Сверхглубокий наркоз — состояние на грани жизни и смерти. Дыхание поверхностное, толчкообразное, диафрагмальное. Пульс слабый, малого наполнения, кровяное давление низкое. Цианоз слизистых оболочек. Движения глазных яблок не проявляются, и они находятся в обычном положении, роговица сухая, зрачок расширен.

#### Контроль наркоза
Контроль за состоянием пациента в наркозе осуществляют с помощью наблюдения за пульсом, артериальным давлением (измеряемым вручную или автоматически, прямым и непрямым методами), непрерывной регистрацией ЭКГ, содержанием кислорода в крови (наблюдая за цветом кожных покровов и слизистых оболочек, с помощью пульсоксиметра или анализа крови), температурой «ядра» и поверхности тела, реакцией зрачков, скоростью диуреза, анализами крови на газы, электролитный состав и кислотно-основное состояние.
Ингаляционный наркоз поддерживают на нужном уровне специальными устройствами (испарители, ротаметры), дающими возможность точно регулировать концентрацию паров жидких (парообразующих) анестетиков или газообразных средств для наркоза в дыхательной смеси. Наркозно-дыхательные аппараты позволяют контролировать различные параметры ИВЛ, а современные анестезиологические мониторы — концентрацию газов (кислород, закись азота, углекислый газ и пары анестетика) во вдыхаемом и выдыхаемом газе.

#### Выход из наркоза
Выход из наркоза или пробуждение — не менее ответственный этап, чем вводный наркоз и поддержание наркоза. Во время выхода из наркоза у больных восстанавливаются рефлексы, однако постепенно, и некоторое время они могут быть неадекватны. С этим связано возникновение ряда осложнений наркоза, что заставляет анестезиологов продолжать наблюдение за больным и после окончания операции.

### Осложнения наркоза
Осложнение наркоза (анестезии) — потеря контроля над наркозом, которая создаёт угрозу жизни и здоровью больного. Чаще всего осложнения возникают на этапе вводного наркоза.
Выделяют следующие виды осложнений:
- Нарушение дыхательных функций (гипоксия).
  - Гиперкапния — накопление углекислого газа. Повышается артериальное давление, появляются экстрасистолы, замедленное пробуждение после операции, возможен отёк — набухание мозга;
  - Нарушение свободной проходимости дыхательных путей — западение языка, инородные тела и кровь, слизь, мокрота, слюна;
  - Ларингоспазм — спазм гортани, характеризующийся смыканием голосовых связок;
  - Бронхоспазм — спазм бронхов и повышенное выделение мокроты;
  - Аспирация желудочного содержимого (рвота) — для профилактики регургитации и аспирации на вводном наркозе в некоторых случаях применяют метод Селлика.
- Нарушения со стороны сердечно-сосудистой системы.
  - Артериальная гипотензия — снижение давления;
  - Артериальная гипертензия — наоборот, повышение давления (часто случается из-за волнения перед операцией);
  - Нарушения нормального темпа и ритма сердца (тахикардия, брадикардия, аритмия);
  - Острый инфаркт миокарда;
  - Отёк лёгких;
  - Тромбоэмболия лёгочной артерии — встречается в анестезиологической практике нечасто, но высока вероятность летального исхода.
- Другие осложнения:
  - Острая надпочечниковая недостаточность — лечится большими дозами гормонов;
  - Передозировка анальгетиков;
  - Нарушение терморегуляции — наркоз делает организм более уязвимым для внешних температурных влияний, чем обычно, поэтому возможно возникновение гипер- или гипотермии при изменении условий теплоотдачи или теплообразования;
  - Икота;
  - Аллергические реакции (вплоть до анафилактического шока — в особо тяжёлых случаях);
  - Интранаркозное пробуждение — пробуждение во время хирургической операции. Может быть не замечено анестезиологом. В различных случаях пациент может испытывать болевые ощущения, слышать звуки, а также запоминает происходящие с ним события (во время операции). Интранаркозное восстановление сознания является осложнением анестезии, не несущим непосредственной угрозы жизни человека, однако могущим вызвать психологические проблемы, вплоть до психических расстройств.

### Противопоказания для наркоза
Абсолютных противопоказаний не существует. Если пациенту по жизненным показаниям необходимо экстренное оперативное вмешательство, то оно будет выполнено под наркозом. Таким образом, потенциальная польза должна превышать риск.
Тем не менее некоторые состояния повышают риск развития осложнений во время общей анестезии. Плановое оперативное вмешательство откладывается до устранения неблагоприятных факторов:
- Наличие гормонозависимых заболеваний
- Декомпенсированная патология внутренних органов (сердечно-сосудистой системы, паренхиматозных органов)
- Декомпенсированная патология эндокринной системы
- Впервые возникшие нарушения сердечного ритма или хронические, но с нестабильной гемодинамикой
- Тяжёлая форма бронхиальной астмы
- Первые 6 месяцев после перенесённого инфаркта миокарда или острого нарушения мозгового кровообращения
- Острое алкогольное или наркотическое опьянение
- Приём пищи пациентом менее 6 часов назад, т. н. «полный желудок»

Во время вводного наркоза до момента интубации трахеи существует опасность попадания кислого желудочного содержимого в трахею с последующим развитием тяжёлой пневмонии. В экстренных случаях проводится быстрая последовательная индукция, однако для плановых операций неадекватное пищевое поведение пациента создаёт неоправданный риск.

## Действие наркоза на детский организм
Долгое время считалось, что воздействие наркоза в раннем детском возрасте впоследствии может неблагоприятно сказываться на некоторых функциях центральной нервной системы. Однако в 2016 году было опубликовано исследование, которое провели учёные из Колумбийского университета. Они пришли к заключению, что однократное воздействие общей анестезии не наносит вреда когнитивной системе детей в возрасте до трёх лет.

## Наркозные средства
Перечислены в порядке истории их открытия и применения:
- Этиловый спирт
- Закись азота («веселящий газ»)
- Диэтиловый эфир
- Хлороформ
- Тиопентал натрия
- Гидроксидиона натрия сукцинат
- Фторотан
- Этомидат
- Кетамин
- Изофлуран
- Севофлуран
- Ксенон, см. также ксеноновый наркоз
- Пропофол
- Десфлуран